# Скандал вокруг фигуры Х.-Г. Маасена
Скандал вокруг фигуры Х.-Г. Маасена — волнения в немецком обществе, в политических кругах и СМИ, связанные с радикальными высказываниями тогдашнего президента Федеральной службы по охране Конституции по поводу событий в Хемнице осенью 2018 года и последовавшими перестановками в аппарате.

## Предыстория
26 августа 2018 года во время празднований по поводу дня города в Хемнице в драке был убит немец кубинского происхождения. Среди подозреваемых оказались двое беженцев, находившихся в Германии, что вызвало протест среди части населения, и в следующие два дня в городе прошли крупные демонстрации под ультраправыми лозунгами, организованные партией «Альтернатива для Германии». Во время демонстраций некоторые участники выкрикивали националистические лозунги и вели себя агрессивно, нападали на журналистов. В сеть попало видео, размещенное организацией Antifa Zeckenbiss, на котором видео, как несколько мужчин окружают молодого человека, выглядящего как иностранец и угрожают ему.

## Задачи Федерального ведомства по охране Конституции
Федеральное ведомство по охране Конституции занимается наблюдением за деятельностью организаций с целью недопущения прихода антиконституционных сил. Ведомство включает в себя центральный аппарат, местные службы в 16 землях и профильные отделения. К полномочиям относятся ведение мониторинга, установление контроля за подозреваемыми организациями, принятие решений о нарушении конституционного порядка.

## Высказывания Маасена
Президент Федерального ведомства по охране Конституции Ханс-Георг Маасен, отвечая на вопросы журналистов издания Bild о неоднозначном видео, заявил об отсутствии доказательств "травли" со стороны правых в отношении мигрантов и заявил о намеренной дезинформации.
Генеральный прокурор Дрездена возразил Маасену, заявив об отсутствии повода считать видео подделкой.

## Общественная реакция
В немецком обществе и в прессе развернулась дискуссия о допустимости подобных заявлений со стороны представителей властных структур. Маасена стали обвинять в симпатиях к праворадикальным силам. 8 августа в Spiegel появилась статья, в которой были приведены слова популярной экс-сторонницы АдГ Франциски Шрайбер о встречах бывшей главы АдГ Фрауке Петри с Маасеном, на одной из которых он посоветовал инициировать процедуру по исключению из партии спикера Ландтага Тюрингии, известного своими радикальными высказываниями, иначе "избежать наблюдения со стороны ведомства по охране Конституции и доведения дела до суда не удастся".
11 сентября издание Huffington Post опубликовало статью, в которой сообщалось о контактах между Маасеном и заместителем председателя «Альтернативы для Германии» Александром Гауландом. Гауланд также рассказал о том, что Маасен, якобы, предлагал обращаться к нему, если возникнут проблемы. Гауланд воспользовался этим предложением, когда АдГ стали обвинять в том, что они являются агентами русских.

## Перестановки
В правящих кругах назрел крупный политический скандал по поводу оценки высказывания Маасена. Оппозиционные партии высказались за необходимость его смещения с поста Президента федерального ведомства по охране Конституции. Однако наиболее острая дискуссия сложилась в рамках правящей ("Большой") коалиции: представители партии СДПГ, в частности вице-председатель партии Ральф Стегнер, выступали за смещение Маасена, поскольку он "нанес серьезный ущерб доверию службам безопасности в нашей либеральной демократии", однако ряд представителей Христианско-демократического/Христианско-социального союза, в частности, Хорст Зеехофер высказались в защиту политика. В случае сохранения поста за Маасеном, партия СДПГ была готова к разрыву коалиционного договора, что означало бы необходимость проведения новых выборов в Бундестаг.
Канцлер Ангела Меркель подчеркнула необходимость замены руководителя ведомства по охране Конституции, чтобы избежать правительственного кризиса. 18 сентября произошло кризисное заседание лидеров трех партий "Большой Коалиции". Канцлер Ангела Меркель, министр внутренних дел Зеехофер и глава СДПГ Андреа Налес решали судьбу главы ведомства по охране Конституции. По итогам заседания, Маасен был смещен с поста президента ведомства по охране Конституции и назначен помощником Зеехофера в министерстве внутренних дел ФРГ, по сути пойдя на повышение.

## Последовавший политический кризис
После оглашения решения, принятого на кризисном собрании, ситуация в "Большой коалиции" накалилась вследствие реакции членов партии СДПГ на повышение Маасена. Началась критика в адрес Андреа Налес, которая не отстояла позицию партии, а пошла на компромисс. В этой ситуации под угрозой оказалось будущее "Большой коалиции", что представлялось особенно опасным перед предстоящими земельными выборами в Баварии и Гессене. Министр экономики и энергетики, представитель СДПГ Олаф Шольц заявил о необходимости прекращения споров и возвращении к конструктивной работе в коалиции. В то же время, министр труда и социальных вопросов Хайль высказался в поддержку решения Зеехофера: "Каждый министр имеет право самостоятельно организовывать свое ближайшее окружение".
Однако несмотря на попытки руководства СДПГ и ХДС/ХСС представить конфликт исчерпанным, его последствия продолжали потрясать страну. Газеты сообщали о том, что количество выходов из партии социал-демократов только в земле Северный Рейн-Вестфалия исчислялось трехзначными числами.
Коалицию ХДС/ХСС и СДПГ, которую помимо дела Маасена разрывали конфликты по другим проблемам, например, в сфере экологии, журналисты в преддверии земельных выборов в Баварии охарактеризовали "фиктивным браком", ссылаясь на полное расхождение интересов и утерю возможности договориться в рядах коалиции.